# Asad Al-Faqih
Asad Al-Faqih fue un diplomático saudí.
- Asad Al-Faqih jugó un papel clave en el mantenimiento de fuertes lazos de Arabia Saudita con los aliados durante la Segunda Guerra Mundial.
- Del 25 de abril de 1945 al 26 de junio de 1945 fue delegado a la Conferencia de las Naciones Unidas sobre Organización Internacional en San Francisco (California)  donde firmó la carta en nombre de Arabia Saudita. las Naciones Unidas.
- Del 05 de febrero de 1946/08 de febrero de 1946 al 11 de agosto de 1955 fue embajador en Washington D. C. con coacredición en la Ciudad de México y Ottawa representante permanente sauri ante la Sede de la Organización de las Naciones Unidas en Lake Success etc.
- Estableció embajadas de Arabia Saudita en China y Japón, y se desempeñó como inspector jefe de las misiones diplomáticas.
- Fue Presidente del Tribunal Supremo.
- En 1963 se retiró como Ministro de Estado del en:Ministry of Foreign Affairs (Saudi Arabia).
- Desde 1984 era residente de los Estados Unidos.[1]